# Campeonato Argentino M19 1996
El Campeonato Argentino de Menores de 19 años de 1996 fue un torneo para los seleccionados M19 de las uniones regionales afiliadas a la Unión Argentina de Rugby. La fase final se disputó entre el 25 y el 27 de octubre de 1996 en las instalaciones del Club Universitario de Córdoba, siendo organizada por la Unión Cordobesa de Rugby por cuarta vez en su historia (anteriormente, en 1974, 1984 y 1991).
Este fue el primer torneo disputado posterior a la Reorganización de la Unión Argentina de Rugby, un proceso que resultó en la escisión de los clubes directamente afiliados a la UAR y la subsecuente creación de la Unión de Rugby de Buenos Aires en su lugar. Debido a esto, el equipo de Buenos Aires comenzó a participar como el seleccionado representativo de una unión regional afiliada al ente nacional, al igual que el resto de las uniones del interior. Por otro lado, el rol de la UAR en el torneo pasó a ser principalmente organizativo.
La final del torneo se disputó por segundo año consecutivo entre los seleccionados de la Unión de Rugby de Tucumán y de Buenos Aires. El encuentro terminó 24-24 y el título fue compartido entre los dos finalistas por segunda vez en la historia del torneo (la primera, en 1987).

## Equipos participantes
| División                  | Equipo            | Unión                                                     |
| ------------------------- | ----------------- | --------------------------------------------------------- |
| Zona Campeonato 8 equipos | Buenos Aires      | Unión de Rugby de Buenos Aires                            |
| Zona Campeonato 8 equipos | Córdoba           | Unión Cordobesa de Rugby                                  |
| Zona Campeonato 8 equipos | Cuyo              | Unión de Rugby de Cuyo                                    |
| Zona Campeonato 8 equipos | Rosario           | Unión de Rugby de Rosario                                 |
| Zona Campeonato 8 equipos | Salta             | Unión de Rugby de Salta                                   |
| Zona Campeonato 8 equipos | Santa Fe          | Unión Santafesina de Rugby                                |
| Zona Campeonato 8 equipos | Sur               | Unión de Rugby del Sur                                    |
| Zona Campeonato 8 equipos | Tucumán           | Unión de Rugby de Tucumán                                 |
| Zona Ascenso 6 equipos    | Austral           | Unión de Rugby Austral                                    |
| Zona Ascenso 6 equipos    | Centro            | Unión de Rugby del Centro de la Provincia de Buenos Aires |
| Zona Ascenso 6 equipos    | Cuenca del Salado | Unión de Rugby de la Cuenca del Salado                    |
| Zona Ascenso 6 equipos    | Formosa           | Unión de Rugby de Formosa                                 |
| Zona Ascenso 6 equipos    | Misiones          | Unión de Rugby de Misiones                                |
| Zona Ascenso 6 equipos    | Oeste             | Unión de Rugby del Oeste de Buenos Aires                  |

## Zona Campeonato

### Subzona A
| Pos. | Equipos | Partidos | Partidos | Partidos | Tantos | Tantos | Tantos | Pts. |
| Pos. | Equipos | G        | E        | P        | PF     | PC     | DP     | Pts. |
| ---- | ------- | -------- | -------- | -------- | ------ | ------ | ------ | ---- |
| 1.°  | Rosario | 3        | 0        | 0        | 179    | 64     | +115   | 6    |
| 2.°  | Tucumán | 2        | 0        | 1        | 160    | 123    | +37    | 4    |
|      | Cuyo    |          |          |          |        |        |        |      |
|      | Sur     |          |          |          |        |        |        |      |

| 5 de octubre | Tucumán | 98 - 3 | Sur |  |  |

| 5 de octubre | Rosario | 35 - 15 | Cuyo |  |  |

| 12 de octubre | Tucumán | 33 - 101 | Rosario |  |  |

| 12 de octubre | Sur | - | Cuyo |  |  |

| 19 de octubre | Cuyo | 19 - 29 | Tucumán |  |  |

| 19 de octubre | Rosario | 43 - 16 | Sur |  |  |

### Subzona B
| Pos. | Equipos      | Partidos | Partidos | Partidos | Tantos | Tantos | Tantos | Pts. |
| Pos. | Equipos      | G        | E        | P        | PF     | PC     | DP     | Pts. |
| ---- | ------------ | -------- | -------- | -------- | ------ | ------ | ------ | ---- |
| 1.°  | Buenos Aires | 3        | 0        | 0        | 192    | 10     | +182   | 6    |
| 2.°  | Córdoba      | 2        | 0        | 1        | 96     | 70     | +26    | 4    |
| 3.°  | Santa Fe     | 1        | 0        | 2        | 42     | 119    | -77    | 2    |
| 4.°  | Salta        | 0        | 0        | 3        | 12     | 143    | -131   | 0    |

| 5 de octubre | Buenos Aires | 76 - 0  | Santa Fe | CUBA, Buenos Aires |  |
|              |              | Reporte |          |                    |  |

| 5 de octubre | Córdoba | 55 - 0 | Salta |  |  |

| 12 de octubre | Buenos Aires | 50 - 10 | Córdoba | Club San Cirano, Villa Celina |  |
|               |              | Reporte |         |                               |  |

| 12 de octubre | Santa Fe | 22 - 12 | Salta |  |  |

| 19 de octubre | Salta | 0 - 66  | Buenos Aires | Jockey Club, Salta |  |
|               |       | Reporte |              |                    |  |

| 19 de octubre | Córdoba | 31 - 20 | Santa Fe |  |  |

## Zona Ascenso
| Pos. | Equipos | Partidos | Partidos | Partidos | Tantos | Tantos | Tantos | Pts. |
| Pos. | Equipos | G        | E        | P        | PF     | PC     | DP     | Pts. |
| ---- | ------- | -------- | -------- | -------- | ------ | ------ | ------ | ---- |
| 1.°  | Centro  | 2        | 0        | 0        | 39     | 15     | +24    | 4    |
|      | Austral |          |          |          |        |        |        |      |
|      | Oeste   |          |          |          |        |        |        |      |

| 20 de abril | Oeste | - | Austral |  |  |

| 27 de abril | Centro | 25 - 7 | Oeste |  |  |

| 4 de mayo | Austral | 8 - 14 | Centro |  |  |

| Pos. | Equipos       | Partidos | Partidos | Partidos | Tantos | Tantos | Tantos | Pts. |
| Pos. | Equipos       | G        | E        | P        | PF     | PC     | DP     | Pts. |
| ---- | ------------- | -------- | -------- | -------- | ------ | ------ | ------ | ---- |
|      | Misiones      |          |          |          |        |        |        |      |
|      | Formosa       |          |          |          |        |        |        |      |
|      | C. del Salado |          |          |          |        |        |        |      |

| 15 de junio | Misiones | 32 - 3 | Formosa |  |  |

| 27 de julio | Formosa | - | C. Salado |  |  |

|  | C. Salado | - | Misiones |  |  |

## Fase final
|  | Semifinales   | Semifinales   | Semifinales   |              |         | Final         | Final         | Final         |  |
|  | 25 de octubre | 25 de octubre | 25 de octubre |              |         | 27 de octubre | 27 de octubre | 27 de octubre |  |
|  |               |               |               |              |         |               |               |               |  |
|  |               |               |               |              |         |               |               |               |  |
|  | Córdoba       | Córdoba       | 11            |              |         |               |               |               |  |
|  | Córdoba       | Córdoba       | 11            |              |         |               |               |               |  |
|  | Tucumán       | Tucumán       | 26            |              |         |               |               |               |  |
|  | Tucumán       | Tucumán       | 26            |              | Tucumán | Tucumán       | 24            |               |  |
|  |               |               |               |              | Tucumán | Tucumán       | 24            |               |  |
|  |               |               | Buenos Aires  | Buenos Aires | 24      |               |               |               |  |
|  | Buenos Aires  | Buenos Aires  | Buenos Aires  | Buenos Aires | 24      | 47            |               |               |  |
|  | Buenos Aires  | Buenos Aires  |               |              |         | 47            |               |               |  |
|  | Rosario       | Rosario       | 25            |              |         | Tercer puesto | Tercer puesto | Tercer puesto |  |
|  | Rosario       | Rosario       | 25            |              |         | Tercer puesto | Tercer puesto | Tercer puesto |  |
|  |               |               |               |              |         |               |               |               |  |
|  |               |               |               |              |         | Córdoba       | Córdoba       | 29            |  |
|  |               |               |               |              |         | Córdoba       | Córdoba       | 29            |  |
|  |               |               |               |              |         | Rosario       | Rosario       | 15            |  |
|  |               |               |               |              |         | Rosario       | Rosario       | 15            |  |
|  |               |               |               |              |         |               |               |               |  |

| Bandera de la Provincia de Tucumán |
| Tucumán Campeón                    |
| Cuarto título                      |

|                      |
| Buenos Aires Campeón |
| Décimo-noveno título |